# Lenka Hatašová
Lenka Hatašová (* 26. července 1969 Praha, dle jiných zdrojů ale v Libčicích nad Vltavou) je česká profesionální fotografka, která snímala jak válečné dění, tak tenisové zápasy či pořizuje fotografie veřejně známých osobností pro česká periodika.

## Život
Dětství a dospívání trávila v Libčicích nad Vltavou. Vystudovala gymnázium v Kralupech nad Vltavou. K fotografování ji přivedl její otec, který byl zaměstnán jako fotograf v Ústavu jaderného výzkumu v Řeži, kde zachycoval průběhy prováděných pokusů a chemických reakcí. Ve své fotografické praxi se Hatašová věnovala jak válečné fotografii, kdy zachycovala okamžiky války v někdejší Jugoslávii, ale účastnila se také tenisových sportovních klání, kdy nasnímala zápasy na Grand Slamech. Na konci devadesátých let 20. století se začala ve své odborné praxi věnovat pořizování portrétů veřejně známých osobností z oblastí politiky, kultury nebo sportu.
Ze svých děl připravila několik výstav, například prezentaci svých více než padesáti portrétů nazvanou „V jiném světle“ nebo kolekci fotografií pojmenovanou „Od rozštěpu k úsměvu“.